# Charles Crowe
Charles Crowe (n. 12 octombrie 1867, Guelph⁠(d), Ontario, Canada – d. 3 septembrie 1953, Guelph⁠(d), Ontario, Canada) a fost un trăgător de tir ce a reprezentat Canada, medaliat olimpic. A participat la o ediție a Jocurilor Olimpice (1908) în care a câștigat o medalie de bronz.

## Participări
Lista de mai jos prezintă principalele competiții la care a participat Charles Crowe de-a lungul carierei.
- shooting at the 1908 Summer Olympics – men's military rifle, team[*]